# Bajanchongor (provins)
Bajanchongor (Баянхонгор аймаг med mongolisk kyrillisk skrift) är en provins (ajmag) i södra Mongoliet. Den har totalt 84 779 invånare (2000) och en areal på 116 000 km². Provinsens huvudstad är Bajanchongor.

## Administrativ indelning
Provinsen är indelad i 19 distrikt (sum): Baatsagaan, Bajanbulag, Bayangovi, Bayanlig, Bayan-Ovoo, Bayan-Öndör, Bayantsagaan, Bogd, Bömbögör, Buutsagaan, Erdenetsogt, Galuut, Gurvanbulag, Jargalant, Jinst, Khüreemaral, Ölziyt, Shinejinst och Zag.